# Violettstirn-Brillantkolibri
Der Violettstirn-Brillantkolibri (Heliodoxa leadbeateri) oder Violettstirnbrillant ist eine Vogelart aus der Familie der Kolibris (Trochilidae). Die Art hat ein großes Verbreitungsgebiet, das sich über die Länder Kolumbien, Venezuela, Ecuador, Peru und Bolivien erstreckt. Der Bestand wird von der IUCN als „nicht gefährdet“ (least concern) eingeschätzt.

## Merkmale

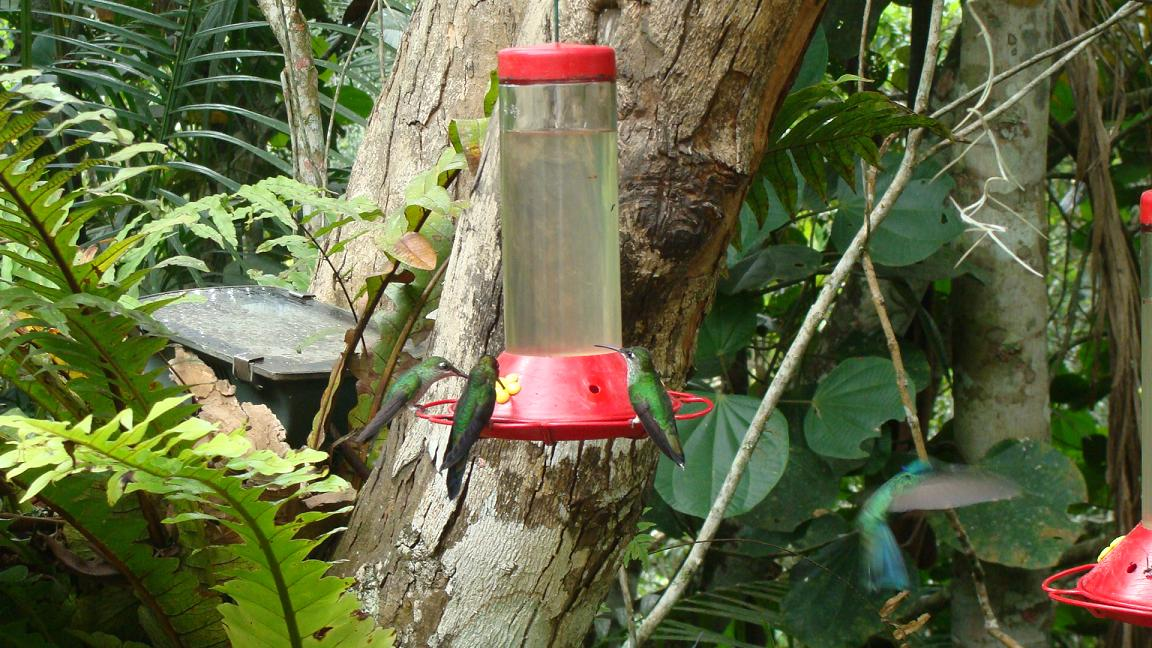
Violettstirn-Brillantkolibris ♀ am Feeder

Der männliche Violettstirn-Brillantkolibri hat bei einem Körpergewicht von lediglich ca. 7,9 g eine Körperlänge von etwa 12,7 cm. Die Weibchen sind ca. 6,7 g schwer und mit einer Körperlänge von etwa 10,9 cm etwas kleiner. Der gerade Schnabel mit leichter Absenkung an der Spitze ist ca. 2,3 cm lang. Das Männchen hat eine dunkelgrüne Oberseite mit einem bläulich violetten vorderen Oberkopf. Kehle und Brust glitzern grün, der hintere Bereich der Unterseite ist dunkelgrün. Der lange, stark gegabelte Schwanz ist an den mittleren Steuerfedern bronze oliv. Der Rest des Schwanzes ist schwarz. Die Oberseite des Weibchens ist ebenfalls dunkelgrün, doch schimmert der vordere Oberkopf grün. Hinter dem Auge befindet sich ein kleiner weißer Fleck. Die Wangen sind dunkel und werden von einem kurzen weißen Wangenstreif abgegrenzt, der sich gelegentlich recht undeutlich abzeichnet. Die weiße Kehle ist von dicken grünen Flecken durchzogen, der Rest der Unterseite ist mehr oder weniger grün gesprenkelt mit weißem Hintergrund. Der Bauch ist gelbbraun getönt. Der Schwanz ist wie beim Männchen, wird aber an den äußeren Steuerfedern von vielen weißen Flecken durchzogen. Immature Exemplare ähneln den Weibchen, haben aber gelbbraune Backen. Die weiße Unterseite ist von vielen grünen Flecken durchzogen.

## Verhalten

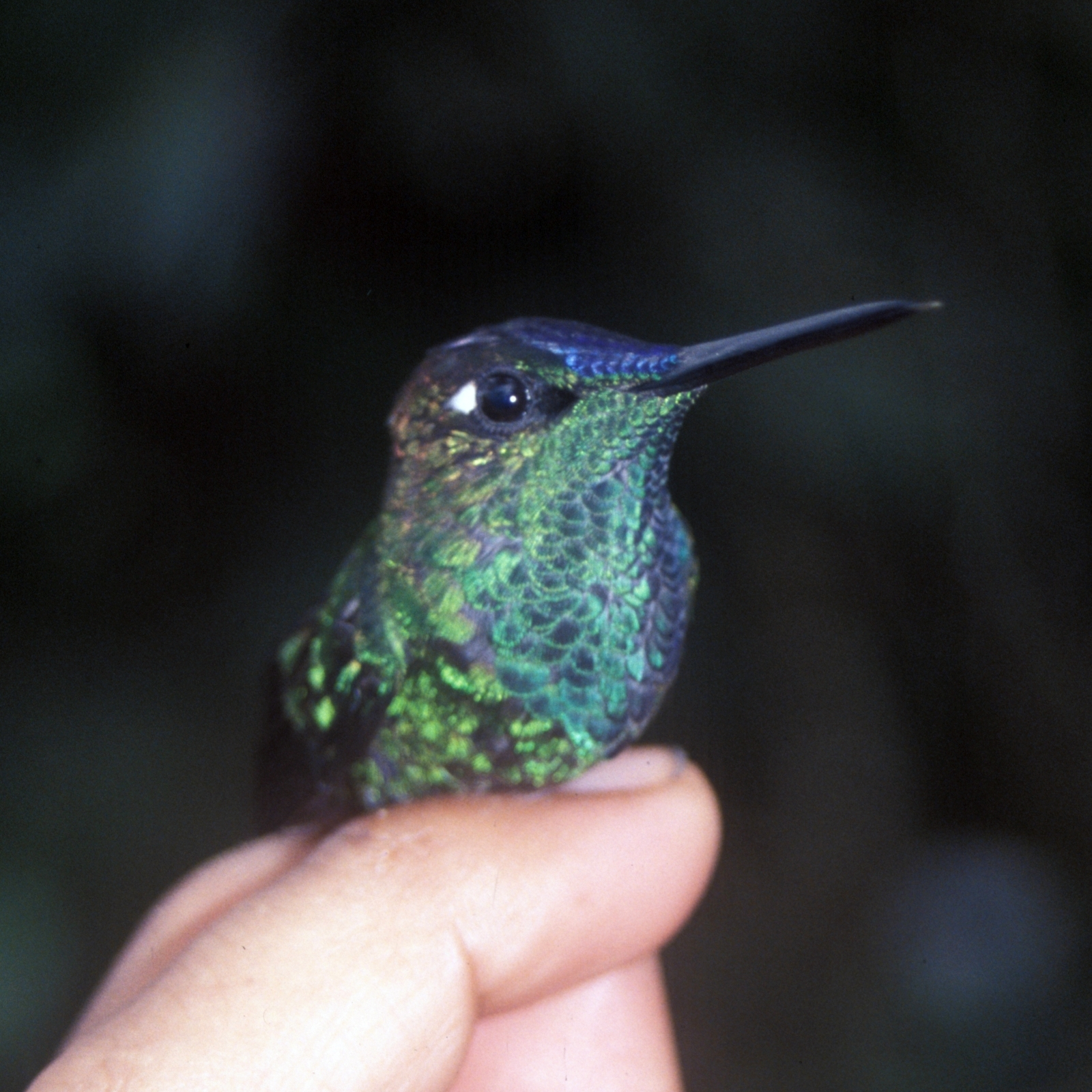
Violettstirn-Brillantkolibri auf einer Menschenhand

Der Violettstirn-Brillantkolibri gilt als Einzelgänger. Meist hält er sich in den Straten in Höhen zwischen 1 und 10 Metern im Wald oder an Waldlichtungen auf. Er ist ein sogenannter Trapliner, d. h., er fliegt regelmäßig in rascher Folge ganz bestimmte verstreute Blüten an. Kleine Gebiete mit nektarreichen Blüten verteidigt er aggressiv. Diese befinden sich in den unteren bis mittleren Straten, seltener in den Baumkronen. Man kann den Violettstirn-Brillantkolibri regelmäßig bei der Insektenjagd beobachten. Er sammelt nie in Gruppen, fliegt aber gelegentlich künstliche Futterröhren (Feeder) mit Wasser-Zucker-Lösungen an.

## Lautäußerungen
Der Gesang klingt wie eine dynamische Serie hellklingender tschup-Laute. Diese stößt der Violettstirn-Brillantkolibri einzeln, paarweise oder in unregelmäßigen Serien in bis zu sechs Wiederholungen aus. Oft werden diese lange aufrechterhalten.

## Lebensraum
Violettstirn-Brillantkolibris halten sich in feuchten bis nassen Nebelwäldern, deren Waldrändern, älterer Sekundärvegetation und schattigen Kaffeeplantagen auf. Hier sieht man sie selten bis lokal sehr häufig. Sie bewegen sich in Höhenlagen zwischen 500 und 2250 Metern.

## Unterarten
Es sind vier Unterarten bekannt:

Verbreitungsgebiet (grün) des Violettstirn-Brillantkolibris

- Heliodoxa leadbeateri leadbeateri (Bourcier, 1843)[4] – Die Nominatform kommt im Norden Venezuelas vor.
- Heliodoxa leadbeateri parvula von Berlepsch, 1888[5] – Diese Unterart kommt im nördlichen, zentralen und südlichen Teil Kolumbiens und dem westlichen Teil Venezuelas vor. Der vordere Oberkopf des Männchens  ist purpurn, die Unterseite etwas heller und stumpfer in der Färbung. Die Weibchen haben einen ockerfarbenen Bauch und der Nacken ist kupferfarben. Der Schnabel der Unterart ist etwas kürzer.[6]
- Heliodoxa leadbeateri sagitta (Reichenbach, 1854)[7] – Diese Unterart ist im Osten Ecuadors und dem Norden Perus verbreitet. Der Nacken des Männchens ist rötlich. Der vordere Oberkopf des Weibchens ist blau, die Unterseite hat eine eher bräunliche Färbung.[8]
- Heliodoxa leadbeateri otero (Tschudi, 1844)[9] – Diese Subspezies ist in Zentralperu bis in den Nordwesten Boliviens verbreitet. Im Gegensatz zur nördlichen Unterart hat das Weibchen einen grünen vorderen Oberkopf und ist auf der Unterseite deutlich brauner als H. l. sagitta. Der Nacken des Männchens ist weniger kupferfarben als bei H. l. sagitta.[10]

## Etymologie und Forschungsgeschichte
Jules Bourcier beschrieb den Violettstirn-Brillantkolibri unter dem Namen Trochilus Leadbeateri. Das Typusexemplar stammte aus Caracas. Erst 1850 führte John Gould die Gattung Heliodoxa u. a. für den Violettstirn-Brillantkolibri ein. Dieser Name leitet sich von den griechischen Wörtern ἥλιος hḗlios für „Sonne“ und δόξα, δέχομαι dóxa, déchomai für „Pracht, Herrlichkeit, gutheißen“ ab. Das Artepitheton leadbeateri ist dem Naturalienhändler John Leadbeater Sr. (1804–1856) gewidmet. Parvula stammt vom lateinischen parvulus, parvus für „sehr klein, klein“ ab. Sagitta ist das lateinische Wort für „Pfeil“. Otero ist dem peruanischen Generalmajor Francisco de Paula Otero Goyechea (1786–1854), einem Freund von Tschudi gewidmet.